# Фарерско-Исландский порог

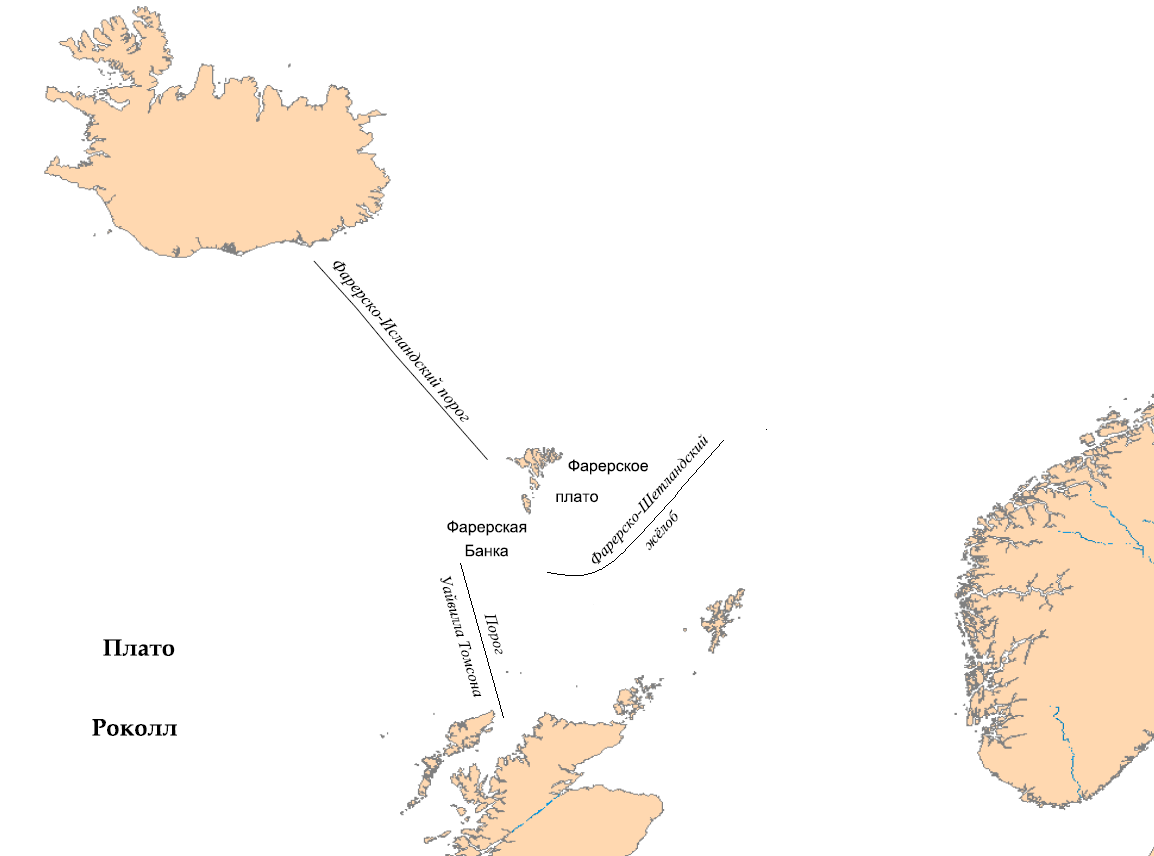
Схема расположения Фарерско-Исландского порога

Фарерско-Исландский порог (Фареро-Исландский порог, Faroe-Iceland ridge) — подводная возвышенность в северной части Атлантического океана, которая соединяет подводные основания Фарерских островов и острова Исландия.

## Географическое положение
Фарерско-Исландский порог расположен между северо-западной оконечностью Фарерских островов и юго-восточным побережьем Исландии. Длина Фарерско-Исландского порога составляет более 500 км; ширина в контуре изобаты 1000 метров — до 300 км.

## Геология
Порог слагают базальтовые породы, перекрытые прерывистым слоем терригенно-вулканогенных осадков с относительной высотой до 3000 метров. Поверхность вершин порога имеет платообразную форму. Глубины над порогом достигают в среднем 400—500 метров. Порог является естественной границей между Норвежским морем на востоке и Западно-Европейской котловиной Атлантического океана на западе.

## Циркуляция вод
Фарерско-Исландский порог считается северной границей Атлантического океана, несмотря на то, что воды Атлантики проходят этот порог и достигают района Новой Земли. Воды Атлантического океана, проходя Фарерско-Исландский порог, направляются к северу и образуют Норвежское течение, которое разделяется на две ветви: Шпицбергенское течение и Нордкапское течение.

## Рыбопромысловое значение
На достаточно больших глубинах южного склона Фарерско-Исландского порога, некогда в больших количествах обитали морские окуни (Sebastes marinus и Sebastes mentella), которые образовывали несколько локальных стад. Одно из них — район Розен-Гартен — начал эксплуатироваться ещё в 1936 — 1937 годах флотом Германии. В то время уловы достигали 50 тыс. тонн, но к началу Второй мировой войны район оскудел. До сих пор запасы в этом районе не восстановились.

## Интересные факты
Во время Второй мировой войны Фарерско-Исландский порог охраняли английские морские силы. Для их ликвидации 21 ноября 1939 года немецким командованием в этот район были направлены линкоры «Гнейзенау» и «Шарнхорст».